# Amaseffer
Amaseffer é uma banda de folk/oriental metal formada no ano de 2004 em Tel Aviv, Israel, pelo baterista e percussionista Erez Yohanan e o guitarrista Yuval Kramer. No ano seguinte, um segundo guitarrista completaria a formação: Hanan Avramovich. O nome "Amasaffer" vem do hebreu "Am Ha'Sefer" (עם הספר), que significa "Pessoas do livro (sagrado)", uma denominação do velho testamento para os israelitas, e mais tarde aos judeus.
A banda possui elementos de metal progressivo, com influências de oriental metal e música tradicional do Oriente Médio.

## Membros

### Atuais
- Hanan Avramovich - guitarras (desde 2004)
- Yuval Kramer - guitarras (desde 2004)
- Erez Yohanan - bateria, percussão, narração (desde 2004)

### Ex-integrantes
- Mats Leven - vocais (2007)
- Andy Kuntz - vocais (2006–2007)

## Discografia
- Slaves for Life (2008)